# Tomasz Mróz
Tomasz Maciej Mróz – polski inżynier, dr hab., profesor nadzwyczajny Instytutu Inżynierii Środowiska, dziekan i prodziekan Wydziału Budownictwa i Inżynierii Środowiska Politechniki Poznańskiej.

## Życiorys
1 lipca 1994 obronił pracę doktorską Wpływ związków chloru na zdolność sorpcji pary wodnej przez produkt końcowy reakcji odsiarczania spalin metodą suszenia rozpyłowego, następnie uzyskał stopień doktora habilitowanego. 19 grudnia 2014 nadano mu tytuł profesora w zakresie nauk technicznych. Objął funkcję profesora nadzwyczajnego w Instytucie Inżynierii Środowiska, a także dziekana, oraz prodziekana na Wydziale Budownictwa i Inżynierii Środowiska Politechniki Poznańskiej.